# Lorica Gavriliță
Lorica Gavriliță (n. 1928, Bârlad – d. 7 august 2003, Iași) a fost un medic român, profesor de anatomie patologică la Facultatea de Medicină din Iași și rector al Institutului de Medicină și Farmacie din Iași.

## Biografie
Lorica Gavriliță s-a născut în 1928 la Bârlad. A urmat cursurile liceale la Liceul de Fete „Iorgu Radu” din Bârlad obținând diploma de bacalaureat în 1947. A urmat apoi cursurile Facultății de Medicină din Iași, devenind licențiat în medicină în 1953.
S-a format ca anatomo-patolog în Laboratorul Institutului de Cercetări Medicale al Academiei R.S.R. Filiala Iași și la Catedra de Anatomie Patologică a Facultății de Medicină, sub îndrumarea profesorilor Șerban Brătianu și Lazăr Wasserman. Începe cariera didactică în 1958 și devine profesor de Morfopatologie în 1975, ulterior fiind și șef de disciplină. A fost interesată de patologia digestivă (sistemului endocrin difuz gastrointestinal), stomatologică și obstetricală și ginecologică.
A fost prima femeie rector din România al unei Universități de Medicină, în Iași, conducând Institutul de Medicină și Farmacie din Iași timp de două mandate, în perioada 1982-1990.
A urcat toate treptele ierarhiei universitare până la titlul de profesor de Morfopatologie (1975), șef de disciplină. A fost distinsă cu „Ordinul Muncii” clasa a III-a, conferit de Consiliul de Stat al României .

## In memoriam
Unul din amfiteatrele Universității de Medicină și Farmacie „Grigore T. Popa” din Iași îi poartă numele.